# Chaby Pinheiro

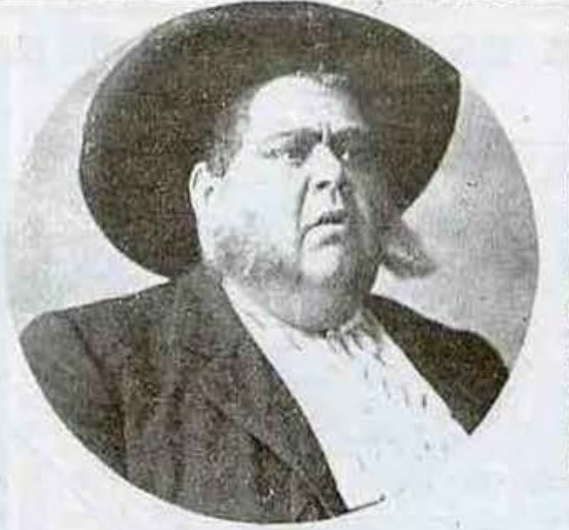
Chaby Pinheiro in 'Contemporanea' (1915)

Chaby Pinheiro (* 12. Januar 1873 in Lissabon; † 6. Dezember 1933 ebenda; eigentlich António Augusto de Chaby Pinheiro) war ein portugiesischer Schauspieler.

## Leben

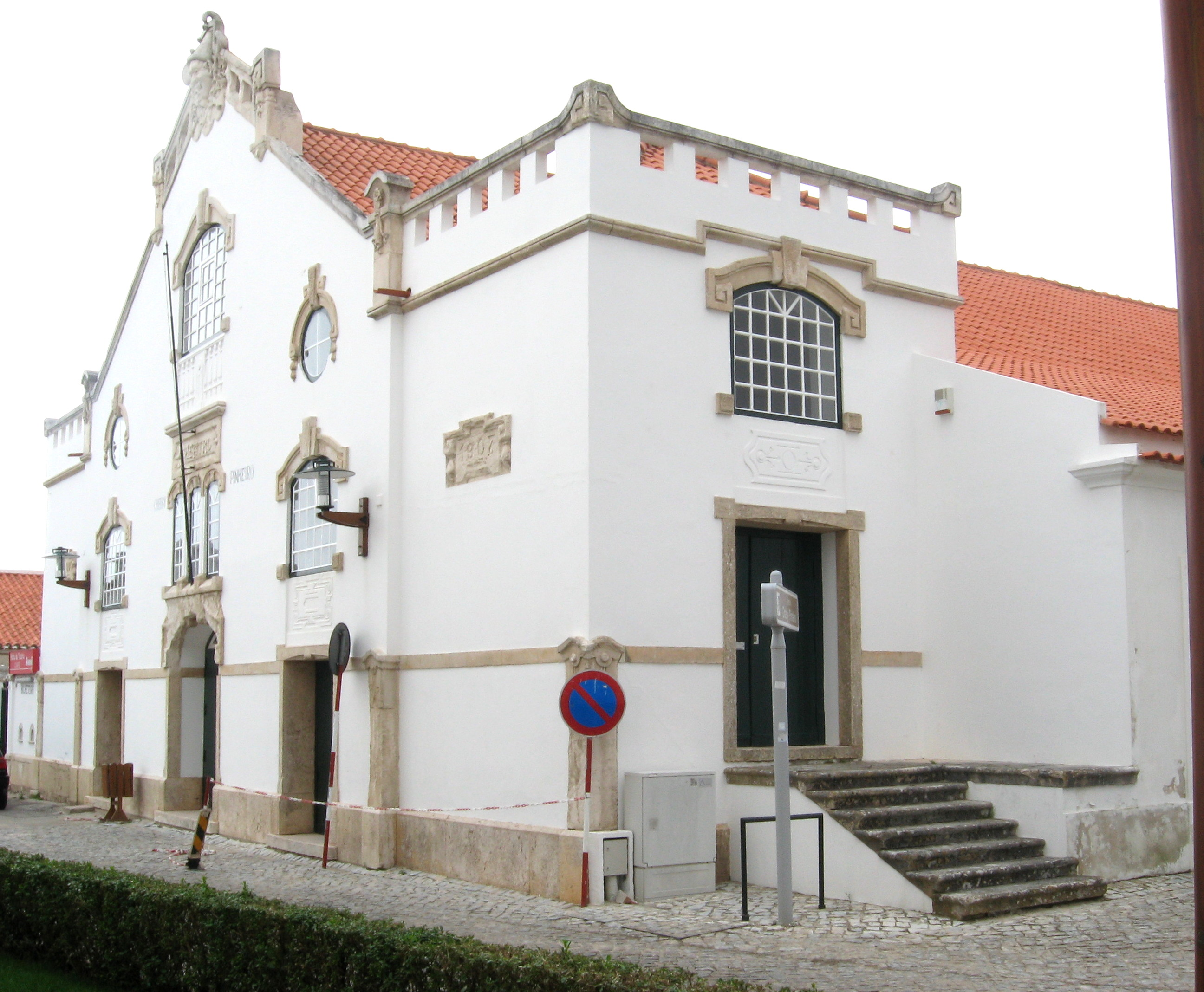
Theater Chaby Pinheiro (Nazaré)

Pinheiro studierte an der Faculdade de Letras der Universität Lissabon. Noch vor seinem Abschluss verließ er die Hochschule und arbeitete für das portugiesische Postunternehmen Correios e Telégrafos.
Seine künstlerische Laufbahn als Schauspieler begann bei der Theatergesellschaft Rosas & Brasão. Am 10. Oktober 1896 gab er auf der Bühne des Teatro Nacional D. Maria II sein Debüt in dem Stück O Tio Milhões. Bis zu seinem Abschied von der Bühne im Jahr 1931 war er unter anderem in den Stücken Thérèse Raquin von Zola, Nora oder Ein Puppenheim von Ibsen oder Sua Alteza von Ramada Curto zu sehen.
1930 drehte er den Film Lisboa, Crónica Anedótica. Seine Memoiren erschienen 1938.

## Filmografie
- 1925: O Leão da Estrela
- 1930: Lisboa, Crónica Anedótica
- 1931: A Voz do Operário
- 1940: Argila